# Remember This
«Remember This» es una canción del grupo de pop rock estadounidense Jonas Brothers. Se lanzó como sencillo a través de Republic Records el 18 de junio de 2021. El tema es la canción principal de la gira Remember This, la gira de otoño de la banda que comenzará el 20 de agosto de 2021 y finalizará el 27 de octubre de 2021.

## Composición
La canción fue escrita por los hermanos Nick y Kevin, los productores Ryan Tedder y los miembros del grupo de The Monsters & Strangerz, Jordan, K. Johnson, Stefan Johnson y German. Michael Pollack y Casey Smith. Nick y su hermano, Joe, manejan las voces de la canción.

## Lanzamiento y promoción
El 23 de mayo de 2021, los Jonas Brothers interpretaron solo el coro de la canción en los Billboard Music Awards 2021; Nick Jonas también presentó el programa esa noche. Cuatro días después, los hermanos aparecieron en The Late Late Show with James Corden la noche del 26 de mayo de 2021, en el que se reveló la fecha de lanzamiento del sencillo. Los hermanos compartieron la portada y el tiempo de lanzamiento de la canción a través de las redes sociales el 16 de junio de 2021.

## Créditos y personal
Créditos adaptados de Tidal.
- Nick Jonas – voz, composición
- Joe Jonas – voz
- Kevin Jonas – guitarra, composición
- Ryan Tedder – producción, composición, voces de fondo, guitarra
- The Monsters & Strangerz – producción, composición, batería, piano, programación
  - Jordan K. Johnson – producción, composición, voces de fondo, batería, piano, programación
  - Stefan Johnson – producción, composición, voces de fondo, batería, piano, programación
  - German – producción, composición, batería, piano, programación
- Michael Pollack – composición, voces de fondo, piano
- Casey Smith – composición, voces de fondo
- Kenneth Jarvis III – A&R
- Wendy Goldstein – A&R
- Gian Stone – ingeniería, personal de estudio
- Rich Rich – ingeniería, personal de estudio
- Serban Ghenea – mezcla, personal de estudio
- Randy Merrill – masterización, personal de estudio

## Posicionamiento en listas
| Listas (2021)                       | Mejor posición |
| ----------------------------------- | -------------- |
| Estados Unidos (Digital Song Sales) | 42             |
| Nueva Zelanda (RMNZ)                | 28             |

## Historial de lanzamiento
| País   | Fecha               | Formato                     | Discográfica     | Ref   |
| ------ | ------------------- | --------------------------- | ---------------- | ----- |
| Varios | 18 de junio de 2021 | Descarga digital, streaming | Republic Records | [ 9 ] |